# Charaxes virilis
Charaxes virilis är en fjärilsart som beskrevs av Rothschild 1900. Charaxes virilis ingår i släktet Charaxes och familjen praktfjärilar. Inga underarter finns listade i Catalogue of Life.